# Karkar (Papua Nuova Guinea)
Karkar (nota in passato come Dampier) è un'isola vulcanica di Papua Nuova Guinea.

## Geografia
L'isola di Karkar è un'isola vulcanica di forma ovale larga 19 km e lunga 25 km, posizionata nello Mare di Bismarck a circa 65 km a nord della città di Madang, Papua Nuova Guinea.
Il monte Uluman posizionato al centro dell'isola è rappresentato da due caldere concentriche, la più esterna ampia 5,5 km formatasi durante una o più eruzioni, l'ultima delle quali si verificò circa 9.000 anni fa, mentre la più interna, larga 3,2 km, si è formata tra 1.500 e 800 anni fa. Coni vulcanici sono presenti sui versanti settentrionali e meridionali. L'eruzione più recente conosciuta è avvenuta nel 2014.
Il terreno è principalmente basaltico-andesitico ed è ricoperto da foresta pluviale. Il clima è tropicale umido. 
La popolazione è di circa 70.000 abitanti, di religione principalmente luterana e cattolica, il centro principale è Kaviak, nelle cui vicinanze è presente una pista di atterraggio, altri villaggi sono Kargos, Mom e Marangis, tutti situati sulla costa nord-occidentale. I locali vivono di agricoltura e pesca, piccole entrate derivano dal commercio della copra e del cacao.